# Eleições parlamentares na Finlândia em 2011

As eleições legislativas na Finlândia de 2011 realizaram-se em 17 de abril de 2011 para eleger os 200 deputados ao Eduskunta, o parlamento unicameral finlandês. A votação antecipada ocorreu entre 6 e 12 de abril, com uma participação de 31,2% nesse período. Concorreram 17 partidos, dos quais 8 conquistaram assentos no parlamento, refletindo uma eleição marcada por mudanças significativas no cenário político do país.
O tema dominante foi o debate sobre o apoio da Finlândia ao resgate financeiro solicitado por Portugal em março de 2011, no contexto da crise da zona do euro. Outras questões, como imigração, o estado de bem-estar social e a relação com a União Europeia, também influenciaram o eleitorado. As sondagens indicavam grande imprevisibilidade, com os tradicionais partidos (Partido da Coligação Nacional, Partido Social-Democrata e Partido do Centro) enfrentando a ascensão do populista e eurocéptico Partido dos Verdadeiros Finlandeses.
Os resultados deram a vitória ao Partido da Coligação Nacional, que, com 20,4% dos votos e 44 assentos, tornou-se pela primeira vez o partido mais votado, apesar de perder 6 assentos em relação a 2007. O Partido dos Verdadeiros Finlandeses foi o destaque, alcançando 19,1% dos votos e 39 assentos, um salto de 34 assentos, impulsionado por sua retórica eurocéptica, populista e anti-imigração. Os outros grandes partidos, Social-Democratas e Centristas, perderam apoio, com o Partido do Centro sendo o mais afetado, caindo de 51 para 35 assentos.
Após meses de negociações, o Partido da Coligação Nacional, liderado por Jyrki Katainen, formou um governo de coligação com seis partidos: Partido Social-Democrata da Finlândia, Aliança de Esquerda, Aliança dos Verdes, Partido Popular Sueco da Finlândia e Partido Democrata-Cristão (Finlândia). O Partido dos Verdadeiros Finlandeses, excluído da coalizão, tornou-se o principal partido de oposição.

## Contexto
A eleição refletiu insatisfação com a política tradicional, com a participação eleitoral subindo para 70,5% (4.159.857 eleitores residentes), um aumento de 2,6 pontos em relação a 2007. Entre os expatriados, a participação foi de 10,6%. O total de eleitores elegíveis era de 4.387.701. Pesquisas da EVA indicaram que 56% dos finlandeses estavam interessados em política (acima de 51% em 2009), mas 40% sentiam que os partidos ignoravam problemas reais. O aumento dos Verdadeiros Finlandeses foi atribuído a preocupações com resgates da UE (como o Mecanismo Europeu de Estabilidade), imigração (3% da população era nascida no exterior) e desigualdade.

## Resultados finais
| Partido                 | Partido                             | Votos     | %             | +/-  | Deputados | +/-     |
| ----------------------- | ----------------------------------- | --------- | ------------- | ---- | --------- | ------- |
|                         | Partido da Coligação Nacional       | 599.138   | 20,4 / 100,0  | 1,9  | 44 / 200  | 6       |
|                         | Partido Social-Democrata            | 561.558   | 19,1 / 100,0  | 2,3  | 42 / 200  | 3       |
|                         | Partido dos Verdadeiros Finlandeses | 560.075   | 19,1 / 100,0  | 15,0 | 39 / 200  | 34      |
|                         | Partido do Centro                   | 463.266   | 15,8 / 100,0  | 7,4  | 35 / 200  | 16      |
|                         | Aliança de Esquerda                 | 239.039   | 8,1 / 100,0   | 0,7  | 14 / 200  | 3       |
|                         | Aliança dos Verdes                  | 213.172   | 7,3 / 100,0   | 1,2  | 10 / 200  | 5       |
|                         | Partido Popular Sueco               | 125.785   | 4,3 / 100,0   | 0,3  | 9 / 200   | Estável |
|                         | Partido Democrata-Cristão           | 118.453   | 4,0 / 100,0   | 0,8  | 6 / 200   | 1       |
|                         | Coligação Aland                     | 8.546     | 0,3 / 100,0   | 0,1  | 1 / 200   | Estável |
|                         | Outros                              | 42.027    | 1,4 / 100,0   | 0,6  | 0 / 200   | Estável |
| Total                   | Total                               | 2.931.059 | 100,0 / 100,0 |      | 200 / 200 |         |
| Eleitorado/Participação | Eleitorado/Participação             | 4.159.857 | 70,5 / 100,0  | 2,6  |           |         |